# Xavier Melloni i Ribas
Xavier Melloni i Ribas (Barcelona, 1962) és un jesuïta, antropòleg, teòleg i fenomenòleg de la religió català. Diverses immersions a l'Índia li han permès posar en contacte elements de la mística hindú amb la cristiana. Membre de la Companyia de Jesús i estudiós dels Exercicis Espirituals de Sant Ignasi de Loiola, té al mateix temps un ampli coneixement dels textos de les diverses religions. En la seva tasca com a acompanyant espiritual, integra elements de diverses tradicions. És membre de Cristianisme i Justícia i professor a la Facultat de Teologia de Catalunya i a l'Institut de Teologia Fonamental de Sant Cugat. Viu al centre espiritual La Cova de Sant Ignasi, a Manresa.
Melloni és un jesuïta que va mostrar interès en els Exercicis Espirituals, però al mateix temps va adquirir coneixements profunds sobre textos de diverses religions. És membre de Cristianisme i Justícia. És professor de Teologia Espiritual a la Facultat de Teologia de Catalunya, així com a l'Institut de Teologia Fonamental a Sant Cugat. Els seus temes d'especialitat són el diàleg interreligiós i la mística comparada. Com a escriptor i editor, és membre del consell editorial de publicacions periòdiques, entre les quals es troben Manresa (revista d'espiritualitat ignasiana) i Dialogal (revista de diàleg interreligiós). És autor d'assajos de diversa índole, tots entorn de l'espiritualitat, la teologia, el diàleg interreligiós i la mística comparada. En ells es presenten els seus fonaments teòrics i exercicis d'aplicació.
Xavier Melloni és conegut per ser un teòleg que reflexiona, practica i teoriza entorn del diàleg interreligiós Melloni posa a prova la dita d'extra Ecclesiam nulla salus (fora de l'Església, no hi ha cap salvació). i ho sotmet a un nivell superior on allunyats de la pròpia religió es puguin trobar els punts essencials de contacte que passen per moltes religions i que les eleva en un caràcter purament espiritual. La fi última és per a Xavier Melloni que es doni el “respecte i l'acolliment dels altres com a reflex de l'obertura i donació al Un alter”
La fonamentació teòrica de Melloni és complexa en tant inclou factors que tenen a veure amb l'antropològic, el sociològic, l'epistemològic i el teològic. Per a ell, el diàleg interreligiós és a la base igual a qualsevol “diàleg” i necessita dels participants “obertura sense límit, Èxtasi continu, un permanent “perdre's” de si mateix en l'altre, un buidar-se de si per possibilitar l'existència dels altres”
Finalment, per a Xavier Melloni, el diàleg interreligiós dona cabuda a dues coses especialment: 1) assumir que la pròpia confessió religiosa, és solament un accés possible al Misteri i 2) amb aquesta realitat, les persones poden obrir-se a la riquesa espiritual de la humanitat
Com a derivació i complement al diàleg interreligiós, Xavier Melloni ha aprofundit en l'estudi de la mística comparada. Al respecte, Melloni estableix que en el profund del sentit del místic de les religions no suposa una evasió del món en el qual es viu, al contrari, el místic es presenta com un naixement que impulsa a oferir el millor de cada religió darrere de la transformació de l'humà. La mística comparada suposa un recorregut per les experiències místiques que tenen totes les religions; presenta l'experiència transcendent que uneixi totes les formes de confessió religiosa o espiritual.

## Obres
- Ignasi de Loiola. Un pedagog del misteri de la justícia. Quaderns Cristianisme i Justícia, 35. Barcelona. Octubre de 1990[9]
- Los caminos del corazón. El conocimiento espiritual en la Filocalia, Sal Terrae, 1995 ISBN 978-84-293-1148-8
- La mistagogía de los Ejercicios Espirituales de san Ignacio, Sal Terrae, 2001 ISBN 978-84-271-2361-8
- L'U en la multiplicitat, Ed. Mediterrània, Barcelona, 2003 ISBN 84-8334-466-1
- El cinema i la metamorfosi dels grans relats Quaderns Cristianisme i Justícia, 124. Barcelona. Febrer de 2004[10]
- Relaciones humanas y relaciones con Dios, San Pablo, Madrid, 2006 ISBN 978-84-285-3015-6
- Escletxes de Realitat, Fragmenta Editorial, Barcelona, 2007. ISBN 978-84-935695-0-1[11]
- El Desig essencial, Fragmenta Editorial, Barcelona, 2009. ISBN 978-84-92416-15-8[12]
- Voces de la mística I, Herder, Barcelona, 2009 ISBN 978-84-254-2656-8[13]
- El Crist interior, Herder, Barcelona, 2010 ISBN 978-84-254-2702-2[14]
- Vers un temps de síntesi, Fragmenta Editorial, Barcelona, 2011. ISBN 978-84-92416-40-0[15]
- Voces de la mística II, Herder, Barcelona, 2012 ISBN 978-84-254-2867-8
- Nómadas del Absoluto, Frontera 80, Vitoria, 2012 ISSN 1138-2325
- Sed de Ser, Herder, Barcelona, 2013 ISBN 978-84-254-3209-5
- Déu sense déu. Una confrontació, Fragmenta Editorial, Barcelona, 2016 ISBN 978-84-15518-16-7 (amb Josep Cobo)[16]
- Èxode i èxtasi en Ignasi de Loiola. Una aproximació a la seva 'Autobiografia', Fragmenta Editorial, Barcelona, 2020 ISBN 978-84-17796-33-4[17]
- De aquí a aquí: doce umbrales en el camino espiritual, Editorial Kairós, Barcelona, 2021. ISBN 978-84-9988-852-1